# Grote Hegge
Grote Hegge (también: Hof van Thorn ) es una mansión monumental ubicada en 9 Waterstraat en Thorn .

## Historia
La historia de esta finca se remonta a 1389, cuando existía una finca que probablemente pertenecía a la familia caballeresca Haeck . En 1451, la finca fue cedida a Gerrit Haeck, meier de Thorn, por la abadesa de Thorn. Gerrit murió sin hijos, y la propiedad pasó a manos de Gerard van den Hoeve, quien la vendió a Hendrik van Balderick en 1506.

## Edificio
La parte más antigua data del siglo XV y comprendía una mansión en forma de L con foso construida originalmente en piedra marga. El edificio principal tiene sótano.
En los siglos XVII y XVIII se añadieron al conjunto establos y graneros. Del siglo XVIII es el granero de diezmos separado en el lado sur. El granero en la parte oeste contiene los restos de un mojón del siglo XVI con un escudo de armas.
El complejo, situado en las afueras de Thorn ( Hegge significa: prado ) se encuentra hoy en día al borde de un lago obtenido por extracción de grava, que también se llama Grote Hegge.
El complejo está catalogado como monumento nacional.
Los establos y graneros se utilizan como restaurante y centro de conferencias.